# Goldsmith, Texas
Goldsmith là một thành phố thuộc quận Ector, tiểu bang Texas, Hoa Kỳ. Năm 2010, dân số của xã này là 257 người.

## Dân số
- Dân số năm 2000: 253 người.
- Dân số năm 2010: 257 người.